# جائزة أفضل لاعب كرة قدم في العالم 1992

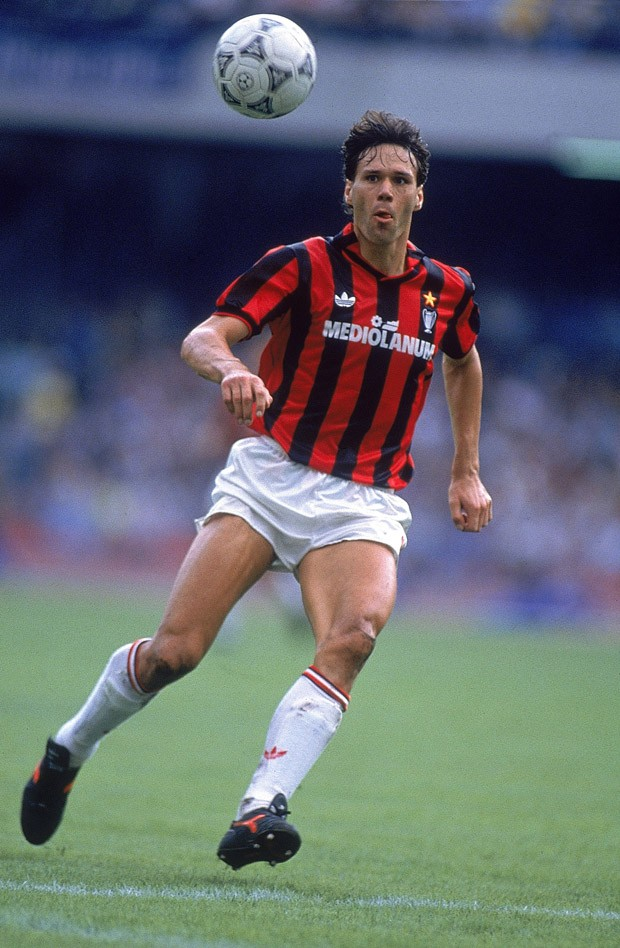

فاز بجائزة أفضل لاعب كرة قدم في العالم 1992 الهولندي ماركو فان باستن.